# Corts de Tortosa (1442-1443)
Les Corts Catalanes varen ser convocades per la reina Maria de Castella com a lloctinent del rei Alfons el Magnànim a Tortosa entre l'11 d'agost de 1442 i maig de 1443. Era President de la Generalitat Antoni d'Avinyó i de Moles.

## Història
El 25 de juliol de 1442, els diputats militar i reial, Andreu de Biure i Bernat Sapila, visitaren la reina per demanar-li la seva intervenció davant d'un potencial atac de l'exèrcit de Carles VII de França a terres catalanes. La reina convocà les Corts molt protestades pels diputats, ja que no havien estat comunicades en forma i termini. A més, no tractaven de l'estat del regne sinó d'un tema específic i, per acabar, es feien a la residència reial, cosa que limitava la independència de la Cambra. Els síndics de Barcelona es retiren i la reina envià dues ambaixades a convèncer-los, sense resultat.
Al febrer de 1443, la reina és informada del canvi de política de França i prorrogà les Corts fins a maig de 1443, si bé no va ser necessari reunir-se, ja que l'exèrcit francès decidí dirigir-se cap a Normandia.
Acabades les Corts, l'11 de novembre de 1443 s'escolliren nous diputats i oïdors, recaient en Jaume de Cardona i de Gandia el càrrec de President de la Generalitat.